# 巴倫西亞省
巴倫西亞省（西班牙語：Provincia de Valencia，西班牙語：[baˈlenθja]，vaˈlensia）是西班牙省份之一，在巴倫西亞自治區的中部，東臨地中海，南有阿利坎特省，西北接昆卡省，西南貼阿爾瓦塞特省，北為卡斯特利翁省。土地面積 10776 平方公里。其中 Rincón de Ademuz是昆卡省和特魯埃爾省之間的飛地。
整個省2017年人口有 2,540,707，約三分之一居住於此省同時也是整個自治區的首府巴倫西亞。

## 地理
主要山脉：
- 馬爾特斯山脈，平均海拔1085米
- 烏迭爾山脈，平均海拔1306米

主要河流：
- 胡卡爾河：河流经过阿尔韦里克、阿尔西拉和苏埃卡，最终在库列拉注入地中海。
- 圖里亞河
- 卡夫列爾河

## 人口
| 巴伦西亚省历史人口变化情况图 |
|                              |
| 来源：INE                    |

## 图集

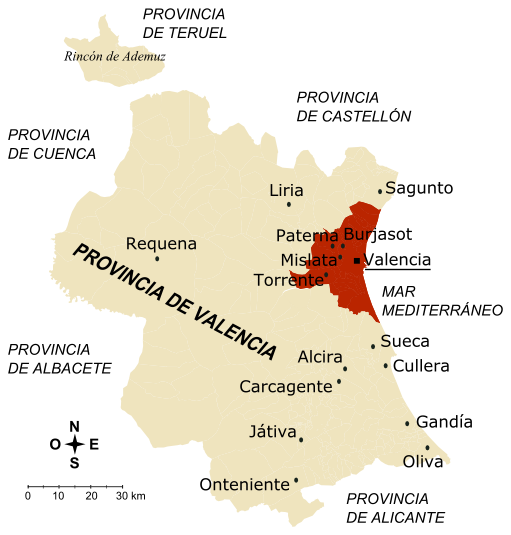
行政区划
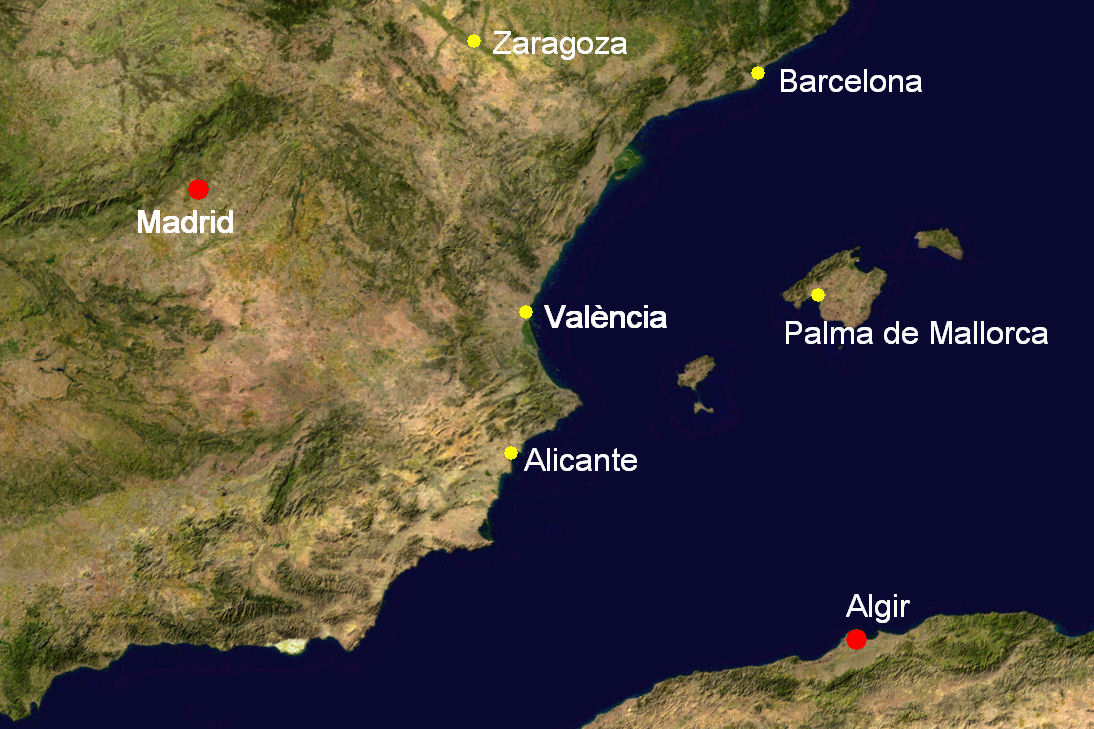
地理位置
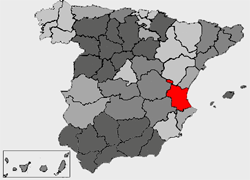
西班牙行政區劃中的巴倫西亞省
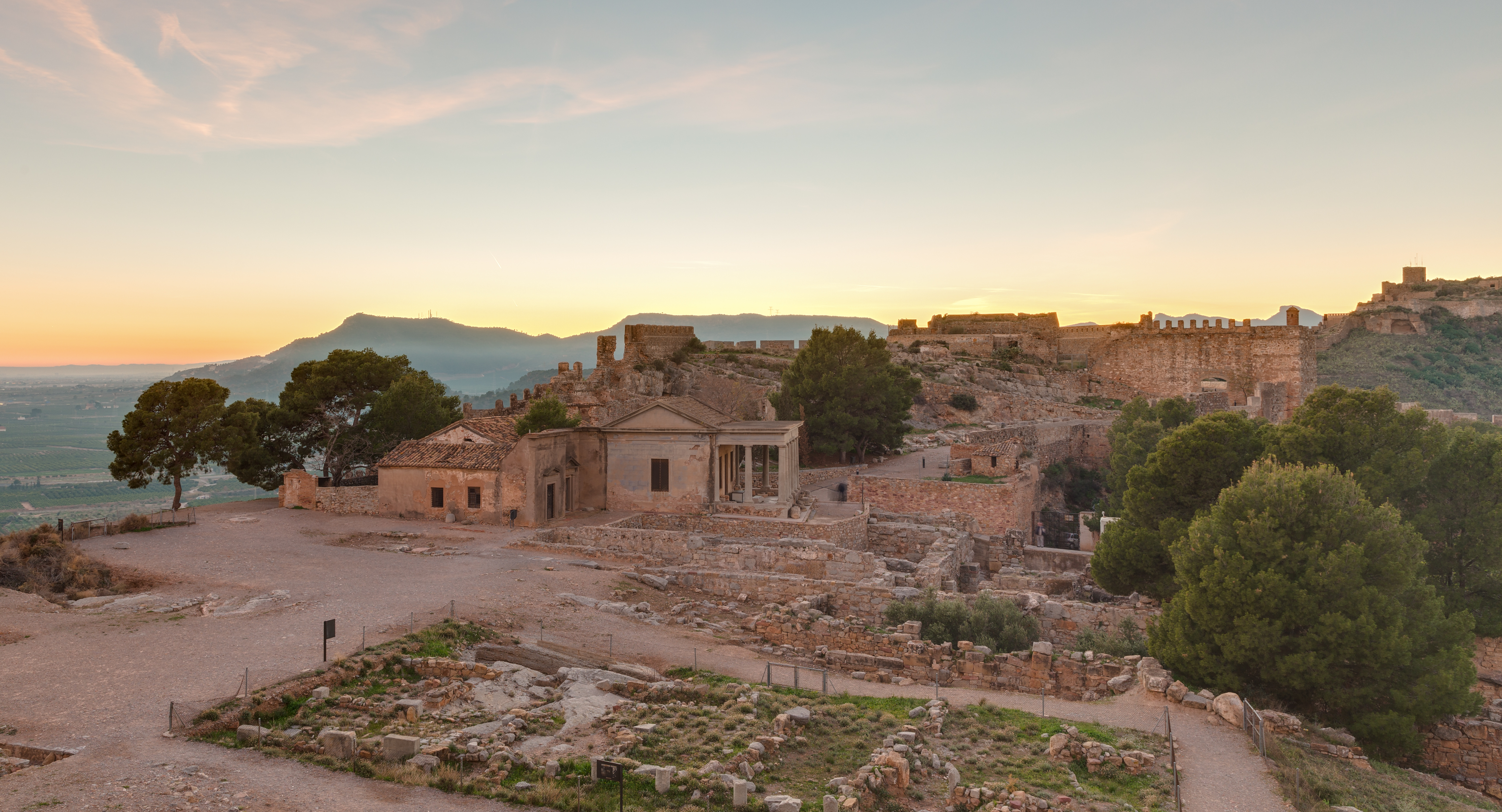
Castillo de Sagunto
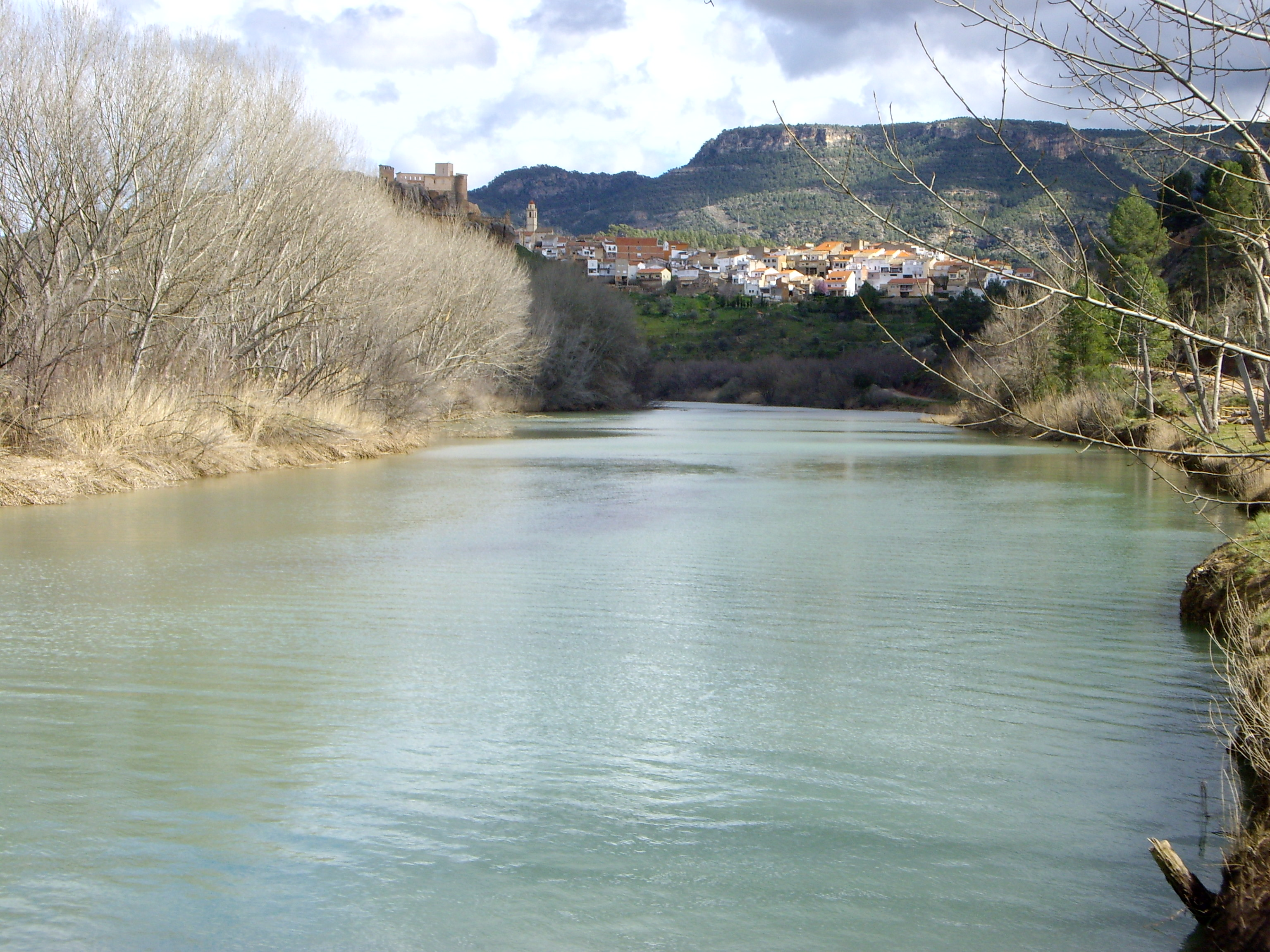
卡夫列尔河
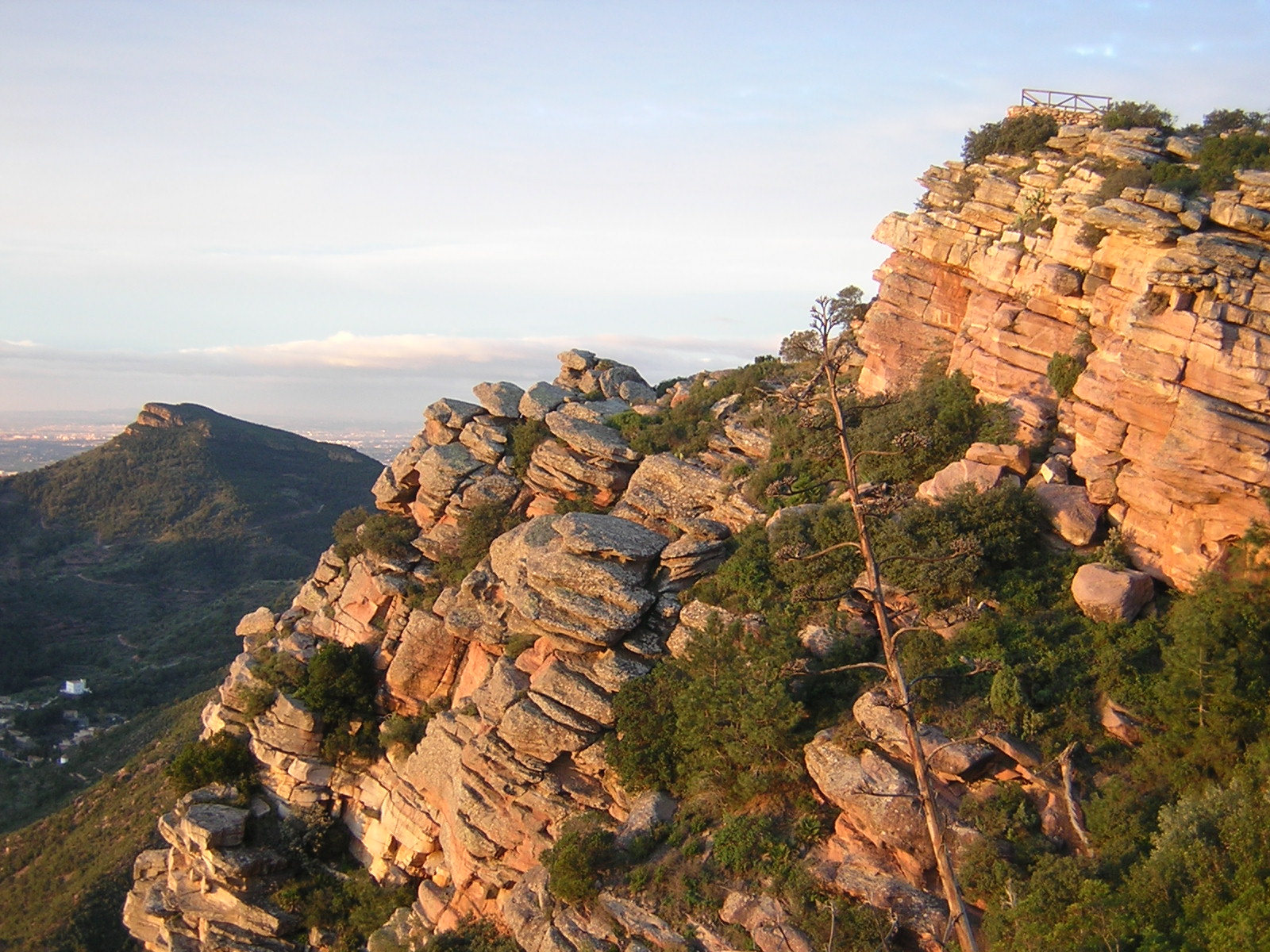
Calderona山脉